# Лінкольн (округ, Вісконсин)
Шаблон:StateAbbr_ 45°20′ пн. ш. 89°44′ зх. д. / 45.33° пн. ш. 89.73° зх. д.
Округ  Лінкольн (англ. Lincoln County) — округ (графство) у штаті  Вісконсин. Ідентифікатор округу 55069.

## Історія
Округ утворений 1874 року.

## Демографія
За даними перепису 
2000 року 
загальне населення округу становило 29641 осіб, зокрема міського населення було 13319, а сільського — 16322.
Серед мешканців округу чоловіків було 14810, а жінок — 14831. В окрузі було 11721 домогосподарство, 8230 родин, які мешкали в 14681 будинках.
Середній розмір родини становив 2,94.
Віковий розподіл населення поданий у таблиці:
| Стать    | До 15 років | 15-21 | 22-29 | 30-39 | 40-49 | 50-65 | 65-85 | Понад 85 |
| -------- | ----------- | ----- | ----- | ----- | ----- | ----- | ----- | -------- |
| Чоловіки | 3012        | 1678  | 1210  | 2113  | 2352  | 2394  | 1836  | 215      |
| Жінки    | 2840        | 1261  | 1169  | 2086  | 2257  | 2417  | 2248  | 553      |

## Суміжні округи
- Онейда — північ
- Ланґлейд — схід
- Марафон — південь
- Тейлор — захід
- Прайс — північний захід

## Виноски
1. ↑  U.S. Decennial Census. United States Census Bureau. Архів оригіналу за 19 липня 2018. Процитовано 5 серпня 2015.
2. ↑  Historical Census Browser. University of Virginia Library. Архів оригіналу за 11 серпня 2012. Процитовано 5 серпня 2015.
3. ↑  Forstall, Richard L., ред. (27 березня 1995). Population of Counties by Decennial Census: 1900 to 1990. United States Census Bureau. Архів оригіналу за 18 липня 2015. Процитовано 5 серпня 2015.
4. ↑  Census 2000 PHC-T-4. Ranking Tables for Counties: 1990 and 2000 (PDF). United States Census Bureau. 2 квітня 2001. Архів оригіналу (PDF) за 18 грудня 2014. Процитовано 5 серпня 2015.
5. ↑  State & County QuickFacts. United States Census Bureau. Архів оригіналу за 6 червня 2011. Процитовано 21 січня 2014.(англ.) Наведено за англійською вікіпедією.
6. ↑  American FactFinder. Бюро перепису населення США. Архів оригіналу за 26 лютого 2012. Процитовано 31 січня 2008.

| США | Це незавершена стаття з географії США. Ви можете допомогти проєкту, виправивши або дописавши її. |